# Enallagma sulcatum
Enallagma sulcatum är en trollsländeart som beskrevs av Williamson 1922. Enallagma sulcatum ingår i släktet Enallagma och familjen dammflicksländor. Inga underarter finns listade i Catalogue of Life.